# 니나 솔다노
니나 솔다노(Nina Soldano, 1963년 3월 26일 ~ )는 이탈리아의 배우, 연극 배우이다.
피사에서 태어났다.

## 출연 작품

### 영화
- 폰테 밀비오 (2000년)
- 페이탈 프레임 (1996년)
- 베를린 마담 39 (1993년)
- 파프리카 (1991년)

### 텔레비전
- 줄리아 내 사랑 (1989, Disperatamente Giulia)